# 趙得祐
趙得祐（1492年—1563年），字元吉，號吉菴，直隶永平府盧龍縣人，明朝政治人物。

## 生平
治《詩經》，由縣學生中式正德十四年（1519年）己卯科顺天府鄉試第四十四名舉人，嘉靖二年（1523年）登癸未科第二甲第八十九名進士。三年正月选授南京陕西道御史，巡按应天，掌南京畿道，升贵州按察司佥事，請告歸。後以举边才起补辽东巡海道佥事，调山西兵备分巡冀南道，轉贵州畢節道，二十年（1541年）二月升山东布政司右参议，分守辽海东宁道，官至陕西按察司副使，肅州兵备。升陕西行太仆寺卿，以丁内艰请致仕。卒年七十三，

## 家族
曾祖趙忠，監察御史、進階中順大夫。祖父趙定，知县。父趙章。母胡氏，继母徐氏。具庆下，兄經、弟綸、得福、得禄、得祯、得祥、得祜、得祺、得祚、得禧、得禋、得禮。